# Euophrys omnisuperstes
Euophrys omnisuperstes (omnisuperstes, "estando por encima de todo") es una especie de araña araneomorfa de la familia Salticidae, de pequeño tamaño que vive en altitudes de hasta 6.700 metros en el Everest. Esto hace que probablemente sea el animal que habita permanentemente a más altitud de la Tierra. Se sabe que vive en rendijas en fragmentos de rocas. Se alimenta de criaturas minúsculas que comen material vegetal traído por el viento de altitudes más bajas.